# 8835 Annona
8835 Annona eller 1989 SA3 är en asteroid i huvudbältet som upptäcktes den 26 september 1989 av den belgiske astronomen Eric W. Elst vid La Silla-observatoriet. Den är uppkallad efter Kirimojaväxter.
Asteroiden har en diameter på ungefär 13 kilometer.